# 奧納齊基 (卡哈爾雷克區)
49°55′1″N 31°2′29″E / 49.91694°N 31.04139°E
奧納茨基（烏克蘭語：Онацьки）是位於烏克蘭北部的村莊，由基辅州奧布希夫區的勒日希夫市鎮負責管轄。該村面積0.9平方公里，海拔高度147米，2001年人口79，人口密度每平方公里88.3人。